# Irving Meretsky
Irving Meretsky   (Windsor, 17 de maig de 1912 - Windsor, 18 de maig de 2006) fou un jugador de bàsquet canadenc que va competir durant la dècada de 1930.
El 1936 guanyà el campionat canadenc de bàsquet amb el Windsor Ford V-8s. Aquell mateix any va prendre part en els Jocs Olímpics de Berlín, on guanyà la medalla de plata en la competició de bàsquet.